# Sumatra
Otok Sumatra je dio Indonezije i s površinom od 473.000 km² je šesti po veličini otok na svijetu. U navedenu površinu uračunati su i okolni otoci s oko 50.000 km².

## Zemljopis
Otok se dužinom od 1.700 km pruža u pravcu sjeverozapad - jugoistok, a širok je do 370 km. Točno sredinom otoka prolazi ekvator. Duž zapadne obale pružaju se planine Barisang, postajući prema jugu sve više. Vrh planine Kerinchi (Gunung Kerinci) je visok 3.805 metara iznad razine mora, no postoji više vrhova od 3.000 m. Vulkanske aktivnosti tih planina učinile su tlo otoka vrlo plodnim, a krajolik slikarski lijepim. Istočna stana otoka je niska, a gotovo polovinu ravnice široke i do 300 km prekrivaju močvare.
Sumatra je na krajnjem zapadu ove napućene države. Od Sumatre preko Jave, Balija i Floresa pa sve do Moluka pred Novom Gvinejom ovaj otočni niz dug je oko 5.000 km.
Jugoistočno od Sumatre, odvojen 40 km širokim Sundskim prolazom, je centralni otok Java. U južnom dijelu Sundskog prolaza nalazi se više otočića, između ostalih, i zloglasni vulkan Krakatau (816 m, vidi 1883.). S druge strane istočnog mora nalazi se ogroman ali slabo naseljen otok Borneo, dok se na sjeveru, od Sumatre odvojen prometno vrlo značajnim malajskim prolazom nalazi Malajski poluotok i Singapur. Od sjeverozapadnog vrha otoka, gdje je pokrajina Aceh, udaljene 200 do 1.000 km nalaze se grupe otoka Andamani i Nikobari koji usprkos velikoj udaljenosti pripadaju Indiji.

## Priroda
Ekscesivna sječa šuma, ribolov dinamitom, lov radi skupljanja plemenitih krzna, kao i potražnja za egzotičnim suvenirima (oklop kornjača) doveli su velik dio biljnog i životinjskog svijeta do granice da im prijeti izumiranje. 140 domaćih vrsta je zaštićeno zakonom, no to nitko ne može efikasno kontrolirati, čak niti u rezervatima, a na to se nadovezuje i vrlo rasprostranjena korupcija. Kako bi im osigurala preživljavanje, vlada je u čitavom otočjuu proglasila područja ukupne veličine od 64.000 km² zaštićenim područjima. Ta veličina odgovara gotovo ¾ površine otoka Jave. Nekoliko takvih područja su i na Sumatri. Najpoznatiji su Nacionalni park Gunung Leuser na sjeveru, parkovi prirode Rimbo Panti i Lembah Harau pored grada Bukittinggi, i Nacionalni park Kerinci Selbat na jugu otoka. Sa 176 vrsta sisavaca, 194 vrste gmazova, 62 vrste vodozemaca i 320 vrsta ptica Sumatra ima najraznovrsniji biljni i životinjski svijet od svih indonežanskih otoka.
Zahvaljujući položaju uz ekvator, Sumatra je do nedavno bila prekrivena kišnim šumama. Tek u razdoblju kolonijalizma, a dodatno intenzivnije od 50-tih godina 20. stoljeća počelo je veliko krčenje uvijek zelenih šuma, tako da su danas potisnute u nepristupačne brdske predjele. Tek u zadnje vrijeme se počelo kolebljivo podučavati djecu u školama, mlade i odrasle ekološkom odnosu prema okolišu, kako bi sespriječilo daljnje uništavanje tih dragocjenih šuma.
Ostaci nekad veličanstvenih šuma Sumatre poznati su u cijelom svijetu jer u njima je zadnje utočište nekih od najugroženijih vrsta na svijetu. To su, između ostalih sumatranski slon (jedna podvrsta azijskog slona), osam različitih vrsta primata (svi iz roda makaka), neki giboni. Orangutani se u prirodi mogu sresti još samo ovdje i u nekim manjim dijelovima Bornea. Osim toga, vrlo rijetko se tu još uopće može sresti sumatranskog tigra kao i sumatranskog nosoroga, najmanju podrvstu na svijetu, a obje vrste su na rubu izumiranja. 
Pored tih vrlo rijetkih životinja, u jednom od parkova je izbrojano 3.500 biljnih vrsta, i to samo onih koje su poznate. No, pretpostavlja se da postoji još i određeni broj do danas nepoznatih vrsta. Danas je na tom području određena "utrka s vremenom", jer postoji bojazan da bi neke vrste mogle i izumrijeti prije nego što ih se uopće pronađe i opiše. Kako bi se pomoglo zaustavljanju ovog razornog procesa, UNESCO je 2004. područje ovih područja na Sumatri uvrstio u svoj popis mjesta svjetske baštine u Aziji i Oceaniji.

## Upravna podjela
Sumatra i okolni otoci su podijeljeni na 10 upravnih područja, pri čemu Aceh uživa povlašteni položaj:
- Aceh (krajnji sjeveroistok s otokom Simeulue), glavni grad Banda Aceh;
- Bangka-Belitung (dva otoka uz obalu prema Borneu) glavni grad Pangkalpinang;
- Bengkulu (južna obala), glavni grad Bengkulu;
- Jambi (središnji istočni dio), glavni grad Jambi;
- Lampung (krajnji jugoistočni dio, najbliži Javi), glavni grad Bandar Lampung;
- Riau Kepulauan (otoci Riaui), glavni grad Tanjungpinang;
- Riau (ravnica uz moreuz prema Singapuru), glavni grad Pekanbaru;
- Sumatera Barat (središnji dio zapadne obale), glavni grad Padang;
- Sumatera Selatan (jugoistočni dio Sumatre), glavni grad Palembang;
- Sumatera Utara ( sjeverozapadni dio Sumatre, s otokom Nias), glavni grad Medan.

## Stanovništvo
Na Sumatri živi oko 44 milijuna stanovnika (stanje 2004.), a gustoća stanovništva je 100 stanovnika po kvadratnom kilometru, što znači da je 10 puta niža od one na susjednoj Javi. Najgušće su naseljena područja oko gradova Medan i Palembang. U okviru transmigrasi-programa je centralna vlast poticala miliune Javanaca na preseljenje, što je jako "zagrijalo" političku klimu. Kao posljedica toga, pojedina područja su se našla na rubu građanskog rata.
Stanovništvo je većinom malajskog podrijetla. Govore više od 50 različitih jezika koji su međusobno vrlo slični. Malajski dominira na istoku. Tako u brdovitim područjima žive Minangkabau, poznati po svom matrilinearnom uređenju društva, zatim Lampung i Batak kao i Akinezi. U gradovima, uz autohtono stanovništvo, žive i Kinezi, Arapi i Indijci. 
Većina stanovništva (oko 90%) su muslimani, 8% su kršćani a preostalo stanovništvo pripada malim budističkim, hinduističkim i animističkim zajednicama.

## Gospodarstvo
Sumatra raspolaže značajnim nalazištima nafte. Važnu ulogu ima i rudarstvo, između ostalog, dobiva se ugljen, zlato, boksit i cink. Od poljoprivrednih proizvoda važni su kaučuk, biber, kava, palmino ulje i duhan. U zadnje vrijeme i turizam dobiva na značaju, najviše u području oko jezera Toba. 

## Povijest
Najranije poznato ime Sumatre je Swarna Dwipa ("Otok zlata"), a potiče od izvoza zlata koje je još u davna vremena dolazilo iz brdskih dijelova otoka. U prvom tisućljeću nove ere na otoku se učvršćuju budizam i hinduizam i stapaju se s vjerovanjima domaćih seoskih kultura. Slijedeći indijsku kulturu, na otoku se oblikuje više državica. Zahvaljujući položaju uz pomorski trgovački put između Indije i Kine, procvat doživljavaju trgovački gradovi, najpoznatiji je bio Srivijaya na mjestu današnjeg Palembanga. Tijekom 11. stoljeća dijelovi otoka dolaze pod utjecaj Jave i istovremeno se pod utjecajem indijskih trgovaca počinje širiti islam. No, on se tek u 13. stoljeću uspio ukorijeniti u većim dijelovima sjeverne Sumatre. Nastaju manji sultanati, najpoznatiji je bio Aceh na sjeveru.
Prvi trgovački kontaksti s Europom uslijedili su preko portugalskih trgovaca i njihovih malih trgovačkih ispostava. Stvarno kolonijalno osvajanje počinje 1596. iskrcavanjem Nizozemaca na otok. Podvrgavaju svojoj vlasti jedan po jedan sultanat, no Aceh uspijevaju potpuno pobijediti tek 1905. U vrijeme drugog svjetskog rata otok zaposjedaju Japanci, a nakon njega pstaje dio Indonezije. Napori regije Aceh da postigne nezavisnost još uvijek izazivaju nemire na Sumatri.

## Potres 26. prosinca 2004.
Veliki dijelovi sjeverozapadne provincije Aceh su bili uništeni prvo potresom u Indijskom oceanu a zatim, kao njegovom posljedicom nastalim Tsunamijem. Prema službenim podacima, poginulo je više od 94.000 ljudi.
Težina nepogode prvih je dana bila skrivana, što je uzrokovalo vrlo kasni dolazak pomoći u nepristupačnije dijelove na zapadnoj obali otoka.
Naknadni potres koji se dogodio 28. ožujka 2005. s epicentrom 200 km zapadno od Sumatre ponovo je, osobito na nekim otocima pred Sumatrom, izazvao značajne materijalne štete i ljudske žrtve, reaktivirajući nekoliko vulkana na Sumatri. 